# Kafka bên bờ biển
Kafka bên bờ biển (海辺のカフカ Umibe no Kafuka) là tiểu thuyết tiếng Nhật phát hành năm 2002 của nhà văn Murakami Haruki. Bản dịch tiếng Anh của tác phẩm được vinh danh trong danh sách "10 cuốn sách hay nhất năm 2005" của tờ The New York Times và nhận giải thưởng World Fantasy Award năm 2006. Sự xuất sắc của tác phẩm này đã giúp ông được trao giải thưởng văn học Franz Kafka năm 2006. Bản dịch tiếng Việt của Dương Tường được hoàn tất và đưa ra công chúng trong năm 2007.
Tiểu thuyết kể về câu chuyện của cậu bé Kafka Tamura, một đứa trẻ mọt sách 15-tuổi bỏ nhà ra đi vì phức cảm Oedipus, và Satoru Nakata, một ông già khuyết tật biết nói chuyện với mèo. Cuốn sách thể hiện âm nhạc như một liên kết giao tiếp, một thực thể siêu hình, giấc mơ, số phận và tiềm thức.

## Tiêu đề
Tiểu đề của tiểu thuyết, theo Alan Cheuse từ đài phát thanh NPR, mang tính gợi và có phần bí ẩn đối với độc giả Nhật Bản - Franz Kafka được xếp vào danh sách các nhà văn phương Tây được nhiều người Mỹ biết đến nhưng ở Nhật thì không. Ông đã so sánh với các tiêu đề như bài Genji trên dòng sông Hudson. Nhà phân tâm học Kawai Hayao chỉ ra ý nghĩa đặc biệt của cái tên "Kafka", trong bản tiếng Nhật, Kafuka (tiếng Nhật: カフカ), là kết hợp của chữ 可 (ka - khả nghĩa là "có khả năng" hoặc "tốt đẹp") và 不可 (fuka - bất khả nghĩa là "không có khả năng" hoặc "không tốt"), mang lại cho cuốn tiểu thuyết một tầng nghĩa về sự u minh.:64–65

## Tóm tắt nội dung
Câu chuyện được phân ra hai tuyến truyện tách biệt nhưng có giao thoa với nhau, mạch truyện được kể xem kẽ với mỗi chương sẽ thay phiên nhau kể về một tuyến truyện.
Các chương lẻ của sách kể câu chuyện của cậu bé 15 tuổi tên Kafka. Cậu bỏ nhà ra đi để trốn tránh một phức cảm Oedipus và để tìm lại người mẹ và chị của cậu.  Sau nhiều thăng trầm, Kafka tìm thấy nơi trú ẩn trong một thư viện tư nhân yên tĩnh ở Takamatsu, được điều hành bởi một người phụ nữ cô độc tên Saeki và một nhân viên thông minh và dễ gần tên là Oshima. Ở đó, cậu bé dành thời gian để đọc bản dịch Nghìn lẻ một đêm của Richard Francis Burton và các tuyển tập của Natsume Sōseki cho đến khi cảnh sát bắt đầu truy tìm Kafka để lấy thông tin vụ án mạng của cha cậu (Kafka không biết mình đã giết cha).  Oshima đưa cậu ta đến khu rừng của tỉnh Kōchi, nơi Kafka được chữa lành.:70
Các chương chẵn của sách kể câu chuyện của Nakata. Tuyến này bắt đầu với các báo cáo quân đội về một sự cố kỳ lạ ở tỉnh Yamanashi, nơi nhiều trẻ em, bao gồm Nakata lúc nhỏ, bị ngất trong rừng. Nakata, sau khi tỉnh lại, là đứa trẻ duy nhất mất trí khôn và mất khả năng đọc viết. Nguyên nhân ban đầu được cho là do khí độc trong chiến tranh, nhưng sau đó được tiết lộ rằng đó là do cô giáo có máu hứng tình đã bạo hành Nakata. Về già, Nakata đã sử dụng một khả năng siêu nhiên kỳ lạ để làm công việc tìm mèo lạc (tác phẩm trước đó của Murakami là Biên niên ký chim vặn dây cót cũng liên quan đến việc tìm kiếm mèo lạc). Trong lúc nỗ lực tìm một con mèo lạc, Nakata bị vướng vào một vụ giết người bí ẩn. Ông quyết định đi khỏi nơi mưu sinh quen thuộc và bắt đầu một chuyến hành trình vô định để tìm "Đá mở cửa". Trên đường, ông kết bạn với một tài xế xe tải tên là Hoshino. Cả hai cùng nhau đến Takamatsu, nơi một tiếng gọi vô hình đẩy đưa Nakata tìm đến.:70–71

## Chủ đề chính
Thể hiện âm nhạc như một phương tiện giao tiếp thông qua sức mạnh và vẻ đẹp của nó là một trong những ý tưởng trung tâm của cuốn tiểu thuyết. Tựa đề của cuốn sách cũng chính là một bài hát mà Kafka được nghe khi ở tại thư viện. Âm nhạc của Beethoven, đặc biệt là Tam tấu piano số 7, cũng được sử dụng như một phép ẩn dụ cho sự cứu chuộc.
Siêu hình học cũng là một khái niệm được xoay quanh khá nhiều trong tiểu thuyết khi nhiều cuộc đối thoại và độc thoại của các nhân vật được thúc đẩy bởi tò mò của họ về bản chất của thế giới xung quanh và mối quan hệ của họ với nó. Các yếu tố nổi bật khác có thể kể đến là: đức tính tự cường, mối quan hệ của giấc mơ và thực tế, nỗi sợ số phận, sự chơi vơi gây ra bởi các lời tiên tri và ảnh hưởng của tiềm thức.

## Phong cách
Kafka bên bờ biển thể hiện phong cách thường thấy ở Murakami khi pha trộn văn hóa đương đại, các chi tiết trần tục, chủ nghĩa hiện thực ma thuật, kịch tính, tính hài hước, tình huống áp đặt nhân vật và yếu tố tình dục. Cuốn tiểu thuyết khai thái rõ hơn các truyền thống tôn giáo của Nhật Bản, đặc biệt là các đền thờ Thần đạo. Các nhân vật chính có sự khác biệt đáng kể so với dạng nhân vật chính điển hình trong tiểu thuyết Murakami, chẳng hạn như Toru Watanabe của Rừng Na Uy và Toru Okada của Biên niên ký chim vặn dây cót, thường ở độ tuổi 20 hoặc 30 và có tính cách khá hài hước. Tuy nhiên, nhiều khái niệm thường thấy trong những cuốn tiểu thuyết khác trước đây của Murakami vẫn được dùng lại trong Kafka bên bờ biển.
G. W. F. Hegel có ảnh hưởng đến cuốn sách và được nhắc tên đích danh trong tiểu thuyết.

## Các nhân vật chính

### Con người
- Kafka Tamura: Nhân vật xưng là tôi, 15 tuổi, cao ráo và khỏe mạnh. Kafka bỏ nhà khi sinh nhật sắp đến vì những nỗi ám ảnh về người mẹ và chị gái đã rời xa cậu khi cậu chưa kịp nhớ mặt. Kafka là con trai của nhà điêu khắc nổi tiếng Koichi Tamura. Cái tên của cậu gợi nhắc nhà văn người Séc Franz Kafka, "ông trùm" của thể loại văn học phi lý.
- Satoru Nakata: Một người kỳ lạ với một kiểu nói chuyện khác người, ông mất khả năng đọc viết sau một tai nạn khi còn nhỏ nhưng lại có khả năng nói chuyện với mèo. Về già, Nakata làm nghề tìm mèo lạc.
- Oshima: Một thanh niên có thân hình mảnh dẻ làm ở thư viện của Cô Saeki. Oshima bị chứng máu khó đông. Anh chính là người đã giúp Kafka có nơi trú ngụ trong hoàn cảnh khó khăn và chia sẻ nhiều tâm sự với cậu.
- Hoshino: Người lái xe tải khoảng 25 tuổi đã quyết định đồng hành cùng Nakata vì thấy ông có nhiều nét giống ông ngoại của mình.
- Cô Saeki: Người phụ nữ trạc 50 tuổi, đẹp và quý phái. Saeki là chủ thư viện tư nhân nơi Oshima và Kafka làm việc. Bà đã gần như suy sụp hoàn toàn sau cái chết của người yêu khi ở độ tuổi đôi mươi. Cô Saeki nổi tiếng và trở nên giàu có sau khi viết bản nhạc "Kafka bên bờ biển".
- Sakura: Cô gái khoảng 21 tuổi gặp Kafka trên chuyến xe khi cậu mới bỏ nhà đi. Sakura có thể là chị gái của Kafka.

### Mèo
- Goma: con mèo bị mất tích của gia đình Koizumi được Nakata tìm thấy.
- Kawamura: Con mèo với cách nói chuyện khó hiểu do khi nhỏ bị va vào xe đạp. Nakata không thể hiểu được những gì con mèo này nói.
- Mimi: Con mèo xiêm dễ thương và thông minh.
- Okawa: Một con mèo mướp, nó từ chối nói cho Nakata biết về tung tích của Goma vì sợ mang vạ vào thân.
- Toro: Con mèo đen, đã đưa ra những lời chỉ dẫn cho Hoshino khi anh ta gặp khó khăn.

### "Chú bé" tên Quạ
"Chú bé" tên Quạ hay trò chuyện với Kafka chính là một bản ngã của cậu, nó luôn động viên Kafka là "chàng thiếu niên 15 tuổi kiên cường nhất trên thế giới". "Kafka" trong tiếng Séc có nghĩa là con quạ.

## Phân tích
Học giả Michael Seats đã so sánh tính danh nghĩa của cuốn tiểu thuyết với chú giải của triết gia  Jacques Derrida về khái niệm "dược". Theo Seats, nội dung cuốn tiểu thuyết có thể giải thích theo nhiều hướng mâu thuẫn nhau và nhiều diễn giải khác nhau có thể được chấp nhận.:65
Qua lăng kính của thuyết phân tâm học, Kafka là một nhân vật tâm thần phân liệt đang phải đối mặt với phức cảm Oedipus nghiêm trọng. Trong tim của Kafka là Kafka, nhân cách do chính cậu bé tự tạo hình, trong khi bản ngã đã giết cha của Kafka khi mới 15 tuổi chính là chú bé tên Quạ. Trong khi nhân vật Sakura được hiểu là hiện thân của tính cách “lành lặn”, có khả năng kết nối tốt với thế giới thực, thì Kafka lại bị mắc kẹt trong kỳ gương soi, không thể hòa hợp sự chăm sóc của Sakura, vì cô ấy có quyền lực đối với các trật tự tượng trưng. Nhân vật Oshima đại diện cho sự chia rẽ giữa tâm trí–thể xác–tinh thần bên trong Kafka. Nhân vật Johnny Walker là biểu tượng cho khái niệm của Julia Kristeva về chủ thể có kết cấu khiếm khuyết.:70–76

## Hiểu về tác phẩm
Sau khi xuất bản, đối tác xuất bản tại Nhật của Murakami mời độc giả gửi các câu hỏi liên quan đến ý nghĩa của nội dung tiểu thuyết về website của họ. Murakami đã đích thân trả lời khoảng 1,200 trên 8,000 câu hỏi được gửi về.
Trong một bài phỏng vấn đăng trên website tiếng Anh của mình, Murakami nói rằng cách để hiểu cuốn tiểu thuyết là đọc lại nhiều lần: "Kafka bên bờ biển chứa nhiều câu hỏi nhưng không có câu trả lời. Thay vào đó, nhiều câu hỏi lại kết hợp lại và qua sự giao thoa giữa chúng thì một câu trả lời sẽ âm thầm thành hình. Vài câu trả lời này sẽ khác nhau tùy vào từng độc giả. Nói cách khác, các câu hỏi chính là một phần câu trả lời. Khá là khó để giải thích nhưng đó mới là loại tiểu thuyết tôi dụng tâm muốn viết."

## Tiếp nhận
John Updike miêu tả cuốn tiểu thuyết "thật sự cuốn hút đến từng trang, cũng như có thể bẻ cong tư tưởng một cách siêu hình". Từ lúc phát hành bản tiếng Anh năm 2005, cuốn tiểu thuyết nhận được hầu hết các đánh giá tích cực và sự tán dương từ giới phê bình, với một vinh danh trong danh sách "10 cuốn sách hay nhất năm 2005" của tờ The New York Times và giải thưởng World Fantasy.

## Bản dịch
Bản dịch tiếng Việt do Dương Tường thực hiện dựa chủ yếu trên bản tiếng Anh Kafka on the Shore của Philip Gabriel, ngoài ra để tránh sai sót ông có tham khảo bản tiếng Pháp Kafka sur le rivage của Cornne Atlan. Dịch giả Dương Tường còn nhờ cô Suzuki Kotona ở Đại sứ quán Nhật Bản xem những đoạn mà ông cảm thấy chưa thực sự tin tưởng.

### Các bài đánh giá
- Bài đánh giá Kafka bên bờ biển Lưu trữ ngày 21 tháng 7 năm 2011 tại Wayback Machine của Exorcising Ghosts
- Bài đánh giá Kafka bên bờ biển của John Updike tại The New Yorker
- Bài đánh giá Kafka bên bờ biển Lưu trữ ngày 29 tháng 10 năm 2006 tại Wayback Machine của Metacritic
- Bài đánh giá Kafka bên bờ biển của Oxonian Review
- Bài đánh giá Kafka bên bờ biển của Shogokawada
- Bài đánh giá Kafka bên bờ biển của ARC Review
- Bài đánh giá Kafka bên bờ biển của Complete Review
- Bài đánh giá Kafka bên bờ biển của Ted Gioia tại The New Canon

### Phỏng vấn
- Phỏng vấn Murakami về Kafka bên bờ biển' tại Book Browse